# Старая Отрада (Волгоград)
Старая Отрада — посёлок в составе Волгограда, ранее село Отрада (Отрадное). Основан примерно в 1750-х годах. Включён в состав Сталинграда 10 июля 1931 года.

## История
Согласно Историко-географическому словарю Саратовской губернии (т. 1, вып. 3), изданному в 1902 году, село Отрада являлось волостным селом Царицынского уезда Саратовской губернии. В селе имелись каменная Никитинская церковь (построена в 1795 году), фельдшерский пункт с 1 фельдшером; ветеринарный фельдшер (с 1888 года), полицейский сотский, пожарный сарай с обозом. Волостное правление Отрадинской волости открыто в 1861 году, с 1878 года в селе размещался урядник 8-го участка с 1878 года. В 1864 году открыта начальная сельская школа (впоследствии земско-общественная), в 1888 году — школа грамоты.
Начало заселения Отрады относится к 1750-м годам. По сведениям волостного правления, Отрада поселена около середины XVIII столетия генералом Никитой Афанасьевичем Бекетовым, фаворитом императрицы Елизаветы Петровны, назначенным Екатериной II в 1763 году Астраханским губернатором, впоследствии сенатором. Название своё «Отрада» получила от основателя, который "любуясь этой красивой местностью, большей частью покрытой в то время густым лесом, а также в связи с общим обилием природных богатств: лесов, рыбы, хлеба и фруктов, назвал селение «Отрадным». На полугорье возле села Бекетов построил себе каменный роскошный дворец, где он и умер в 1794 году. Развалины дворца видны и доселе. В 1774 году «имение сенатора Бекетова сельце Отрадное» было разграблено в ходе пугачёвского бунта
Крестьяне села Отрада составляли одно сельское общество, которое делилось на две части: бывших крестьян господ Поповых и Коптевой. Жители занимались хлебопашеством и бахчеводством, а также извозным (чумацким) промыслом. Крестьянский надел части Поповых — на выкупе, им было отведено 1806 десятин, надел господ Поповых и Коптевой — малый дарственный в 124 десятины, итого 1930 десятин; кроме того, обществом куплено с содействием крестьянского поземельного банка удобной 194 десятины и неудобной 334 десятины. Сверх того при селе Отраде имеется частновладельческой земли купца И. Е. Воронина 7354 десятины и на Волге государственных имуществ на Сарпинском острове 1120 десятин.
По сведениям 1897 года, при селе Отраде имелся стеклянный завод купца (почётного гражданина) Воронина.
В 1918 году в составе Царицынского уезда село включено в состав Царицынской губернии. В 1928 году Старая Отрада включена в состав Сталинградского района Сталинградского округа Нижневолжского края (с 1934 года — Сталинградский край). В соответствии с постановлением ВЦИК РСФСР от 10 июля 1931 года Старая Отрада включена в городскую черту города Сталинграда

## Население
Динамика численности населения по годам:
| 1862 | 1891 | 1897 | 1911 |
| ---- | ---- | ---- | ---- |
| 743  | 1310 | 1269 | 1135 |